# Utah Beach
Utah Beach era il nome in codice alleato di una delle cinque spiagge in cui avvenne lo sbarco in Normandia, all'interno dell'Operazione Overlord, il 6 giugno 1944. In particolare la spiaggia di Utah costituiva il settore più occidentale della costa interessata dalle operazioni militari e si estendeva nella penisola del Cotentin, tra le località di Pouppeville, nel comune di Sainte-Marie-du-Mont, e Saint-Martin-de-Varreville.

## Forze in campo

### Tedeschi e difese costiere
Le difese costiere erano pressoché identiche alle difese posizionate su Omaha Beach ma non essendovi alte costiere su cui costruire roccaforti, gli unici ostacoli furono quelli posizionati direttamente sulla spiaggia, tra i cinquanta e i cento metri dal mare. Dietro a queste vi erano postazioni d'artiglieria e di mitragliatrici, collegate da una serie di trincee da cui i soldati potevano sparare direttamente sulla spiaggia. I soldati a difesa erano meno compatti di quanto fossero i difensori di Omaha, probabilmente perché i tedeschi ritenevano che i campi allagati nei pressi della spiaggia sarebbero stati un deterrente per gli Alleati. Lungo le quattro Uscite dalla spiaggia (strade che collegavano l'entroterra con la costa) vi erano diverse postazioni di mitragliatrici e a circa tre chilometri dal mare furono posizionate delle batterie d'artiglieria, in particolar modo presso Crisbecq e Saint-Martin-de-Varreville.
Il settore di Utah Beach era difeso dal 919º Reggimento della 709ª Divisione di fanteria. Alcuni battaglioni della divisione erano formati da "Osttruppen", cioè prigionieri di guerra provenienti dal fronte orientale, soprattutto russi o georgiani che scelsero di combattere per i tedeschi piuttosto di finire in campi di prigionia. La divisione, pur potendo contare su una quantità di uomini piuttosto elevata, era dislocata lungo tutta la costa, tra Utah Beach e la città di Cherbourg e doveva perciò coprire circa 100 km: per questo motivo l'area che i tedeschi potevano difendere con efficacia era un'esigua striscia di terra a ridosso del mare. In caso di invasione, il supporto alla 709ª doveva essere fornito dalla 91ª Divisione di fanteria, che si scontrò con i paracadutisti statunitensi nell'entroterra di Utah Beach, e dalla 243ª Divisione di fanteria.

### Forze americane
Le forze statunitensi operanti nella zona di Utah Beach erano inquadrate nel VII Corpo d'Armata, costituito dalla 101ª e dall'82ª Divisione Aviotrasportata, che furono paracadutate nell'entroterra di Utah, e dalla 4ª Divisione di fanteria che sbarcò sulla spiaggia.
I reparti aviotrasportati, in particolare, erano formati interamente da volontari ed erano considerati corpi d'élite, nonostante per la 101ª si trattasse della prima operazione in un teatro di guerra mentre l'82ª Divisione aveva già partecipato alla campagna d'Italia. La 4ª Divisione era stata lungamente addestrata agli sbarchi in condizioni simili a quelle previste per Utah Beach. In una di queste esercitazioni (Operazione Tiger) l'incursione di alcune motosiluranti tedesche sfuggite al controllo radar alleato aveva causato circa un migliaio di vittime tra i soldati statunitensi.

## I piani

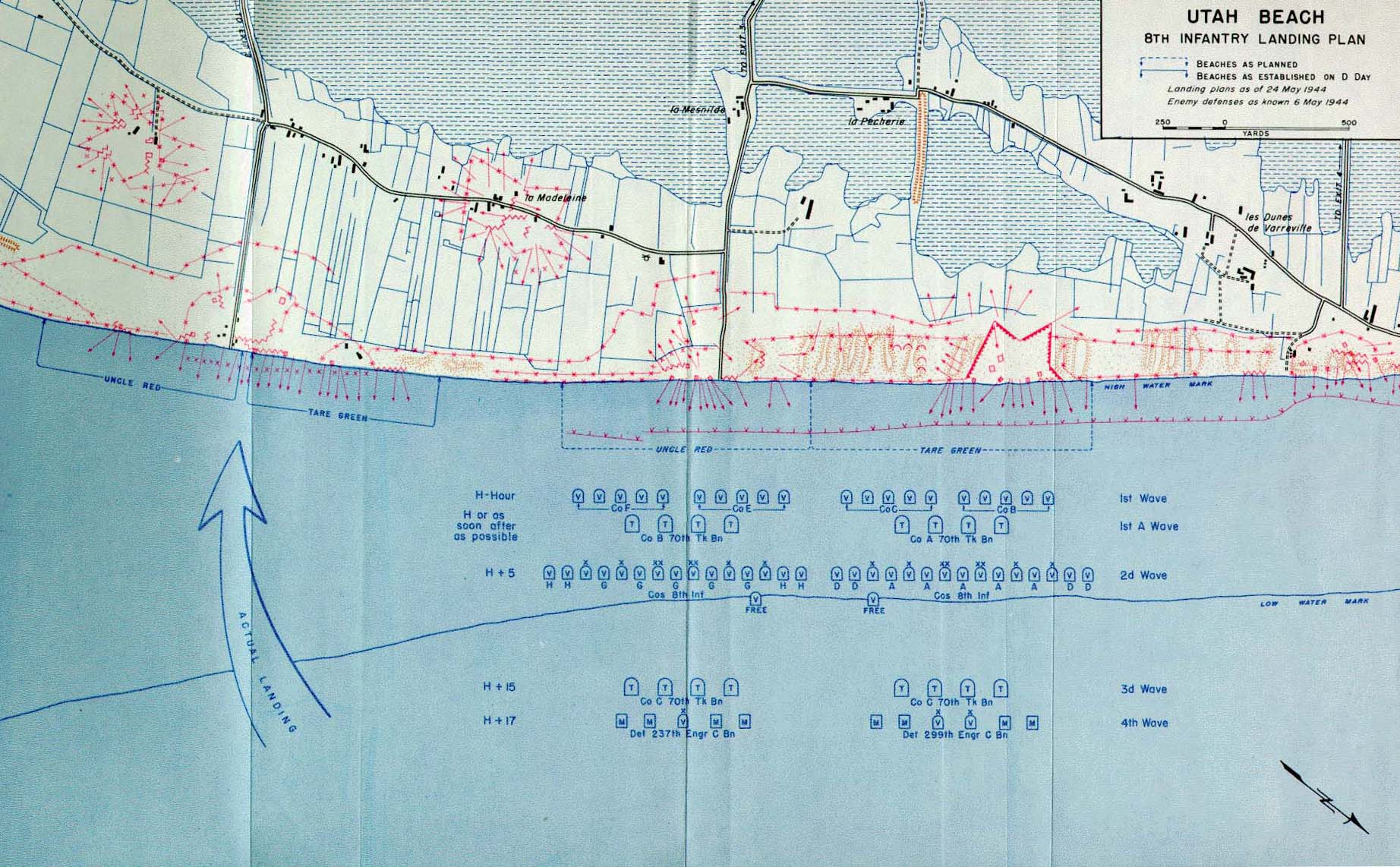
Piani dello sbarco

I piani originali dell'Operazione Overlord non prevedevano sbarchi su questa spiaggia. Il settore venne inserito tra gli obiettivi solo dietro insistenza del generale Dwight D. Eisenhower. Egli riteneva fosse assolutamente necessaria una testa di ponte nella penisola del Cotentin, in modo da facilitare la presa del porto di Cherbourg, di fondamentale importanza strategica per il futuro rifornimento di uomini e mezzi su suolo francese. L'assalto principale fu affidato alla 4ª Divisione, supportata da due assalti paracadutisti della 101ª e della 82ª Divisione paracadutista. Tuttavia l'operazione riservava alcuni inconvenienti, infatti l'area dietro la spiaggia era paludosa e i tedeschi, aprendo le chiuse dei fiumi Douve e Merderet, avevano allagato ulteriormente vaste zone rendendole difficili da attraversare. Inoltre, la spiaggia aveva un terreno sabbioso, estesa per circa quattro, cinque chilometri. Gli Alleati avevano infine l'esigenza di assicurarsi almeno quattro vie d'uscita dalla spiaggia, in modo da non congestionare il traffico e garantire il rapido deflusso di uomini e mezzi sbarcati. Per questo motivo furono organizzate le operazioni dei reparti aviotrasportati, che avevano il compito di prendere possesso di queste vie e di difendere le forze sbarcanti da eventuali contrattacchi nemici. Poco a sud della spiaggia vi era la vicina città di Carentan, attraversata da una delle principali vie di comunicazione, tra Bayeux e Valognes a meno di venti chilometri da Cherbourg.
L'obiettivo principale dello sbarco era di isolare la penisola del Cotentin dal resto della Francia occupata, per facilitare la presa di Cherbourg. Di fondamentale importanza sarebbe stata la rapida formazione di una testa di ponte ben salda, in grado di respingere i contrattacchi e di conquistare velocemente Carentan, impedendo così ai tedeschi di dividere il VII dal V Corpo d'Armata sbarcato ad Omaha Beach. La 4ª Divisione sarebbe stata accompagnata da unità di genieri, di cannoni anticarro, contraerei, di mortai e d'artiglieria. Il giorno seguente, il 7 giugno, sarebbe sbarcata la 90ª Divisione di fanteria che, assieme alla 4ª, avrebbe marciato verso nord-ovest, diretta a Cherbourg. Il 359º Reggimento della 90ª Divisione fu temporaneamente aggregato alla 4ª e quindi sbarcò il D-Day, nel settore settentrionale dello sbarco; la 9ª Divisione, in riserva, sarebbe giunta il 10 giugno mentre la 79ª Divisione il 14 giugno. Due minuti prima dell'orario designato per lo sbarco, il 4º Gruppo di cavalleria sarebbe sbarcato nell'arcipelago Îles Saint-Marcouf, due isole alla foce della Senna, per eliminare ogni struttura e installazione in grado di ostacolare l'invasione.

## Lo sbarco

### Assalto aviotrasportato
Le operazioni iniziarono verso le ore 01:30 con il lancio dei primi paracadutisti della 101ª e dell'82ª Divisione nell'entroterra della penisola.

### Bombardamento aeronavale

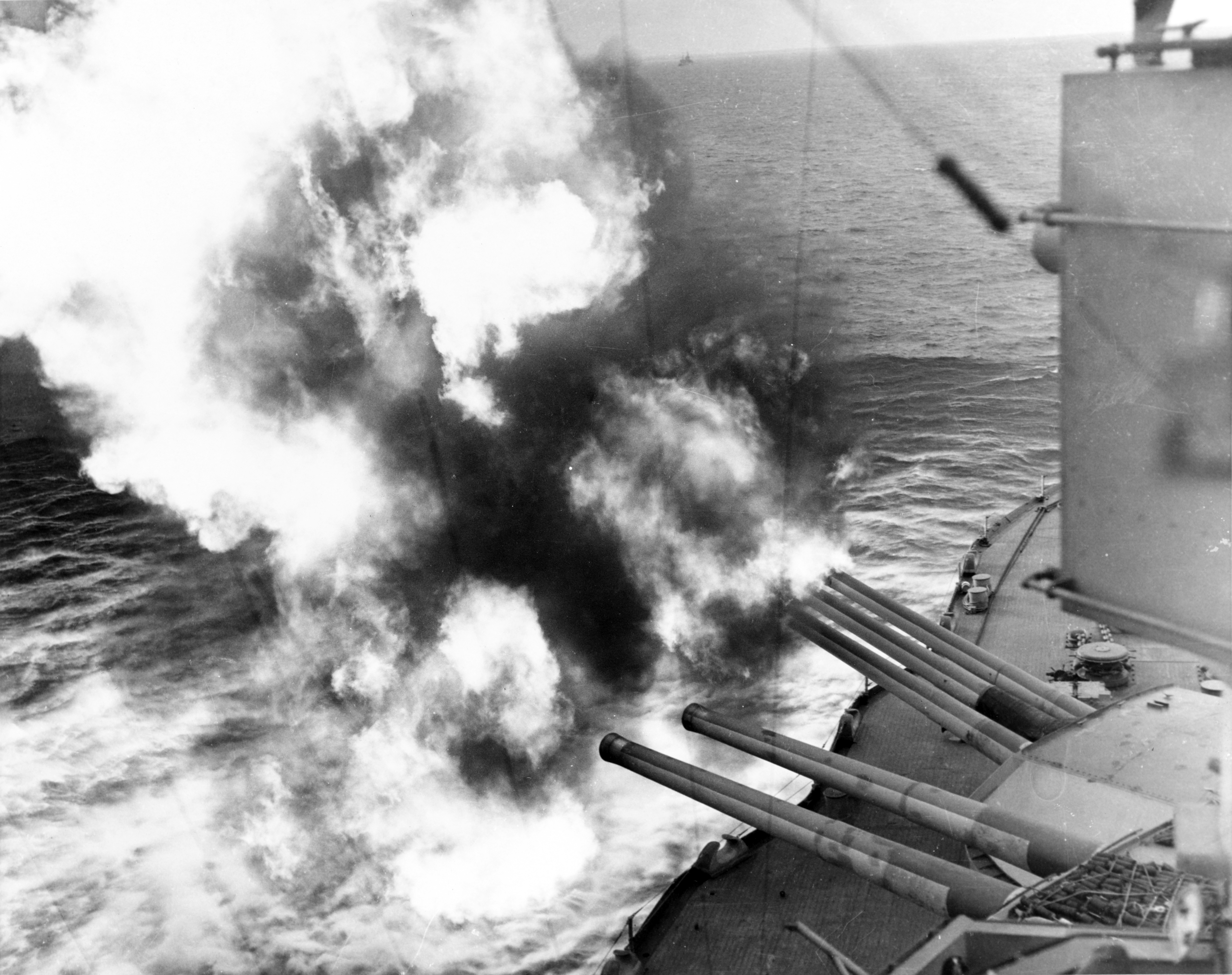
L'USS Nevada mentre bombarda la spiaggia

Lo sbarco fu preceduto da una fase di bombardamento aeronavale. Quattro giorni prima del D-Day, l'Aviazione alleata aveva concentrato il fuoco sugli aeroporti tedeschi per impedire al nemico di colpire le spiagge dal cielo. Solamente il giorno dello sbarco però, il fuoco fu direttamente indirizzato  per distruggere le fortificazioni costiere, demoralizzare le truppe e tagliare le vie di comunicazioni tedesche. L'Aviazione britannica, dopo la mezzanotte del 6 giugno, cominciò un raid su tutta la costa normanna scelta per gli sbarchi, concentrandosi sulle batterie costiere, come quelle di Crisbecq e Saint-Martin-de-Varreville. La 9ª Forza aerea statunitense si concentrò poche ore prima dello sbarco sulle difese della spiaggia di Utah mantenendo operativo uno squadrone di cacciabombardieri sopra la spiaggia, squadrone che in seguito avrebbe supportato l'avanzata nell'entroterra. Il bombardamento navale fu affidato alla Task Force 125, formata dalla nave da battaglia USS Nevada con 5 incrociatori e 11 cacciatorpediniere.
La Task Force aprì il fuoco sulla spiaggia quaranta minuti prima dello sbarco. Il fuoco fu interrotto quando i mezzi da sbarco anfibi (LCVP) furono a sei-settecento metri dalla spiaggia. All'ora stabilita, i bombardamenti cominciarono a colpire sempre più verso l'entroterra, anticipando i movimenti della fanteria.

### Assalto anfibio

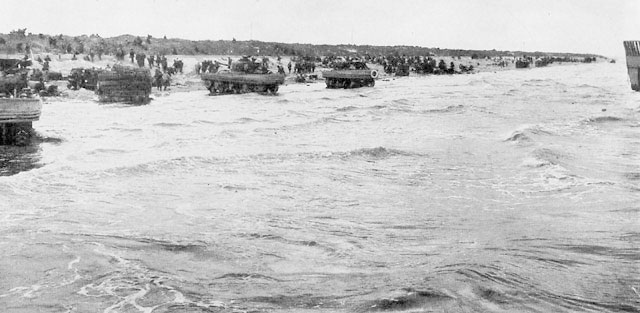
Carri Sherman DD approdano a Utah Beach

Lo sbarco ebbe inizio all'ora H (06:30). La prima ondata consistette di venti mezzi da sbarco, ognuno dei quali trasportava trenta soldati dell'8º Reggimento della 4ª Divisione. Dietro di essi sbarcarono otto LCT che trasportavano complessivamente trentadue carri anfibi M4 Sherman DD. Secondo i piani, i corazzati avrebbero dovuto sbarcare prima della fanteria, ma giunsero a riva diversi minuti dopo la prima ondata. Le ondate successive sbarcarono truppe d'assalto, carri e genieri, questi ultimi con il compito di sminare la spiaggia e rimuovere gli ostacoli anticarro.
La prima ondata toccò la riva quasi due chilometri più a sud del previsto perciò il generale Roosevelt si assunse la responsabilità di abbandonare il piano originale, rinunciando così all'idea di trasferire le truppe a nord, nel punto di sbarco previsto. Il cambiamento di programma si rivelò in seguito fortunato, in quanto l'Uscita 2, di fronte alla quale sbarcarono i soldati, era quella meno difesa dai tedeschi.

#### Scontri sulla spiaggia
I genieri furono impiegati immediatamente per rendere sicure le spiagge dalle mine e per aprire diverse brecce nelle difese nemiche. Nei minuti seguenti il primo sbarco, diverse unità di genieri e di bulldozer giunsero a riva, cominciando subito il loro lavoro. I genieri, metà dell'Esercito e metà della Marina, subirono alcune perdite sotto i colpi dell'artiglieria, sia sulla spiaggia che in mare. Nonostante tutto, le operazioni non subirono grosse modifiche rispetto a ciò che era stato pianificato. La spiaggia fu completamente liberata dagli ostacoli in un'ora. Nel frattempo, due battaglioni di mortai, il 3º Battaglione dell'8º Reggimento e il 3º del 22º Reggimento attraversarono la spiaggia. I genieri, il cui compito era ripulire la spiaggia, lavorarono ancora diverse ore e prima di mezzogiorno completarono il loro compito e si riorganizzarono. Di 400 genieri, 6 furono uccisi e 39 rimasero feriti. Altre unità di genieri ebbero il compito di aprire la via alla fanteria attraverso e oltre le fortificazioni tedesche, distruggendo le barriere e aprendo vie lungo gli eventuali campi minati.

#### L'avanzata della 4ª Divisione
Una volta aver compreso dove si trovassero, il generale Roosevelt ordinò alla divisione di avanzare verso l'entroterra. L'8º Reggimento sfondò le linee tedesche e si diresse verso sud-ovest, in direzione degli obiettivi assegnati alla 4ª Divisione. Di fronte a sé, il 1º Battaglione si diresse verso nord, attraversando l'Uscita 3, trovando le fortificazioni difensive di Le Madeleine, mentre il 2º Battaglione si mosse verso sud attraversando l'Uscita 1 incrociando una fortificazione a sud dell'Uscita 2. Esse furono conquistate in breve da unità statunitensi non più grandi di una compagnia: le difese tedesche infatti erano molto esigue e potevano respingere il nemico solo con il fuoco di armi leggere. Gli statunitensi conquistarono anche diverse abitazioni ai margini della spiaggia e la guarnigione tedesca a difesa della costa si arrese molto velocemente. I soldati tedeschi, infatti, erano rimasti molto scossi dal fuoco dei bombardamenti precedenti lo sbarco, tanto che alcune postazioni non aprirono neppure il fuoco sui soldati che giungevano dalla riva.
Circa alle 07:45, un'ora e un quarto dopo lo sbarco, il 3º Battaglione del 22º Reggimento giunse sulla spiaggia assieme al 3º Battaglione dell'8º Reggimento. Il primo proseguì lungo la costa verso nord per eliminare le restanti difese nemiche, mentre il secondo attraversò l'Uscita 2. Altri quattro battaglioni giunsero alle ore 08:00 e altri due alle ore 10:00, il 1º e il 2º Battaglione del 22º Reggimento. In accordo con i piani, essi avanzarono attraverso l'Uscita 4. Il 3º Battaglione dell'8º Reggimento, supportato da carri armati e da genieri, cominciò ad attraversare l'Uscita 2. A metà strada, però, un ponte su un canale di scolo era stato distrutto e ciò impediva al battaglione di proseguire. Gli americani furono inoltre accolti dal fuoco anticarro tedesco sul fianco destro. Il primo carro M4 Sherman fu distrutto da una mina mentre un altro fu colpito dai tedeschi. Un terzo corazzato invece riuscì a distruggere il cannone anticarro tedesco e i genieri cominciarono subito la costruzione di un ponte temporaneo sul canale. In breve tempo, attraverso l'Uscita 2 cominciarono a fluire la maggior parte dei veicoli e degli uomini sbarcati sulla spiaggia.
Dopo la cattura delle batterie costiere, il 1º Battaglione dell'8º Reggimento proseguì ulteriormente verso nord e, nonostante i colpi dell'artiglieria che lo bersagliavano, attraversò l'Uscita 3 raggiungendo a sera inoltrata i sobborghi di Turqueville. Il 3º Battaglione attraversò l'Uscita 2, trovando resistenza solo nelle vicinanze di Sainte-Marie-du-Mont dove gli statunitensi dovettero confrontarsi con mine, armi leggere tedesche e tre, forse quattro, Flak 88. Dopo un breve scontro, cinquanta tedeschi rimasero uccisi e altri cento furono fatti prigionieri. Gli statunitensi si appostarono di notte a sud di Sainte-Mère-Église e presero contatto con l'82ª Divisione aviotrasportata.
Il colonnello McNeely, comandante del 2º Battaglione del 3º Reggimento, sbarcò dopo mezz'ora dalle prime unità e radunò velocemente i suoi uomini. Decise di avanzare il più presto possibile verso Pouppeville (oggi parte di Sainte-Marie-du-Mont), pur venendo sottoposto al fuoco dell'artiglieria tedesca, dove i suoi uomini presero contatto con il 3º Battaglione del 501º Reggimento paracadutista della 101ª Divisione.
L'8º Reggimento raggiunse tutti gli obiettivi del D-Day, rimpiazzando infine i paracadutisti presso Pouppeville, pronto a difendere il fianco sud della 4ª Divisione. A nord invece, vi furono alcune difficoltà dove i tedeschi si trincerarono tra Turqueville e Fauville isolando la maggior parte dell'82ª Divisione. All'alba, i paracadutisti iniziarono un'offensiva che fece arretrare i tedeschi, che si riorganizzarono vicino Fauville. Nel pomeriggio, toccò al 3º Reggimento tentare di sfondare le linee tedesche per permettere agli alianti con i rinforzi per i paracadutisti di atterrare in sicurezza alle ore 21:00. Gli statunitensi attaccarono con i carri armati per due volte: durante il primo assalto un carro fu danneggiato e nel secondo due furono distrutti senza smuovere i tedeschi dalle loro posizioni. Quando gli alianti giunsero all'ora prestabilita, la maggior parte di essi finì nell'area soggetta al controllo tedesco, alcuni presso le loro postazioni, subendo gravi perdite; solo alcuni alianti finirono nelle zone controllate dai paracadutisti.
Gli altri due reggimenti della 4ª Divisione non raggiunsero tutti gli obiettivi prestabiliti nel D-Day.

## Dopo il D-Day
Il giorno seguente l'invasione, il 12º e il 22º Reggimento portarono a termine gli obiettivi loro assegnati, mentre l'82ª Divisione liberava Sainte-Mère-Église. Nelle settimane successive, gli statunitensi dovettero combattere duramente per conquistare Carentan, cittadina crocevia delle vie di comunicazione nella Normandia, e divisero la penisola del Cotentin in due, isolando Cherbourg dal resto della Francia occupata. La città stessa, unica con un porto con acque profonde e quindi strategicamente indispensabile per il futuro dell'invasione, fu liberata a seguito di una dura battaglia.

## Bilancio dell'operazione

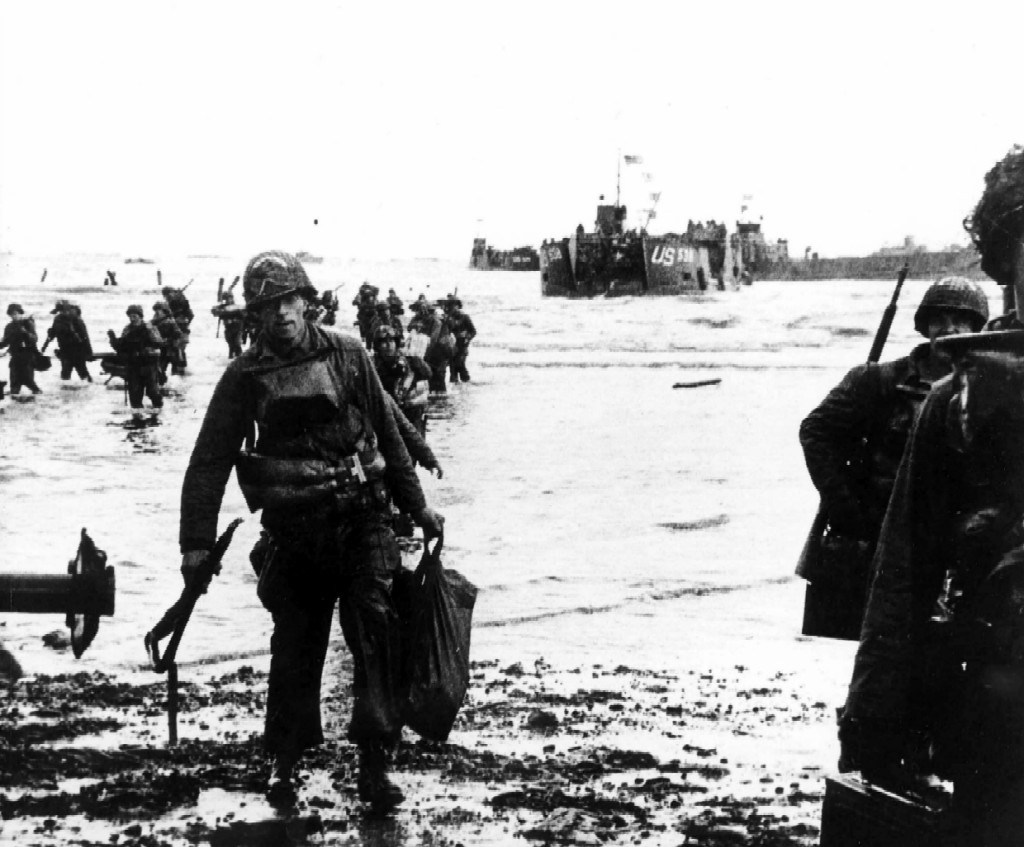
Soldati statunitensi carichi di equipaggiamento arrivano sulla spiaggia

Le perdite statunitensi furono di 197 uomini, molto ridotte se si considera che a Utah Beach sbarcarono circa 20 000 uomini. Il successo dell'operazione è da rintracciare nei seguenti fattori:
- insufficienza delle fortificazioni tedesche, dovuta alla scarsa considerazione strategica della zona da parte degli alti comandi della Wehrmacht;
- inadeguatezza dei difensori: la 709ª Divisione di fanteria tedesca era formata da truppe di seconda fascia, poco addestrate e non realmente motivate a combattere (soprattutto il Battaglione Est);
- bombardamenti aeronavali: l'azione dei bombardieri e delle navi permise di eliminare diverse postazioni difensive, di colpire psicologicamente i tedeschi nei bunker e di distruggere il sistema di comunicazioni, tra cui la possibilità di azionare i carri a controllo remoto Goliath;
- opportunità (non prevista dai piani) di sbarcare davanti all'uscita meno difesa della spiaggia;
- azione delle truppe aviotrasportate, che assicurarono le uscite dalla spiaggia, tagliarono le comunicazione nell'entroterra e difesero gli sbarchi dal contrattacco tedesco. Inoltre i lanci dei paracadutisti, avvenuti in maniera caotica e su una vasta area, confusero ulteriormente il comando tedesco.

Tra le perdite dello sbarco di Utah Beach dovrebbero essere contati anche i paracadutisti uccisi, ma non si hanno stime precise sulle vittime aviotrasportate durante il D-Day. Inoltre le operazioni di questi reparti sono generalmente considerate separatamente dallo sbarco a Utah Beach.
Deve essere invece considerato tra le perdite l'affondamento del cacciatorpediniere USS Corry, a causa di una collisione con una mina subacquea. Mine di svariati tipi fecero diverse vittime anche tra i mezzi da sbarco e tra gli uomini sulla spiaggia.